# They Would Elope
They Would Elope é um filme mudo norte-americano de 1909 em curta-metragem, do gênero comédia, dirigido por D. W. Griffith. O filme foi produzido e distribuído por Biograph Company.
É o primeiro filme da série Harry and Bessie, estelado po Billy Quirk e Mary Pickford.
Cópia do filme encontra-se conservada na Biblioteca do Congresso dos Estados Unidos.

## Elenco
- Billy Quirk ... Harry
- Mary Pickford ... Bessie
- James Kirkwood ... O pai
- Kate Bruce ... A mãe
- Henry B. Walthall